# Midwest FurFest
Midwest FurFest (o en siglas MFF) es una convención furry que tiene lugar en Rosemont, Illinois, generalmente el segundo fin de semana después del Día de Acción de Gracias. MFF es una corporación educativa sin fines de lucro de Illinois que existe principalmente con el propósito de celebrar una convención anual para facilitar la educación en literatura y arte antropomórficos. En sus convenciones, colabora con donaciones a instituciones sin fines de lucro, principalmente de las cuales promueven el bienestar humano y/o animal. La convención se llevó a cabo por primera vez en 2000 y creció para atraer a 13,641 asistentes en 2022.
Actualmente, es la convención furry más grande del mundo, detrás de Anthrocon.

## Historia y antecedentes
Midwest FurFest comenzó como el apartado furry de DucKon, una convención de ciencia ficción con sede en Chicago. El apartado furry se inició en DucKon 3 en 1994 y fue dirigida por Robert King. El apartado creció cada año y se estimó que por DucKon 8 (1999) entre un tercio de los asistentes estaban allí debido al interés en el apartado y la temática furry.
Se creó Midwest Furry Fandom, Inc., y la primera aparición de Midwest FurFest tuvo lugar en noviembre de 2000, el fin de semana anterior al Día de Acción de Gracias. MFF dejó DucKon en buenos términos; DucKon proporcionó fondos para ayudar al primer año de la convención.
La convención ha crecido de 473 asistentes en 2000 a 13 641 en 2022, lo que la convierte en la convención furry más grande del mundo con más de 3900 asistentes por encima de la convención más grande anterior, Anthrocon.  Ha ayudado a recaudar más de $767,000 para varias organizaciones benéficas.

## Incidentes y controversias

### Ataque con gas cloro en 2014
El 7 de diciembre de 2014 se produjo una fuga de gas en el hotel Hyatt de Rosemont, en el que se alojaban los asistentes. El hotel fue evacuado y 19 huéspedes fueron hospitalizados. Más tarde, una investigación encontró una botella de vidrio rota que contenía una concentración de cloro en polvo (exactamente hipoclorito de calcio) dentro del edificio. 18 de las 19 personas hospitalizadas fueron dadas de alta poco después y la convención continuó. La policía de Rosemont entrevistó a los huéspedes y empleados del hotel, así como a los empleados de las tiendas locales que venden cloro. Si bien estas entrevistas y la investigación posterior no dieron como resultado ningún sospechoso o cargo conocido, la policía continúa tratando esto como un delito.

### Milo Yiannopoulos
El 15 de septiembre de 2019, Milo Yiannopoulos anunció su intención de asistir a la convención de ese año. Después de una reacción negativa significativa de otros asistentes en las redes sociales, Yiannopoulos fue expulsado rápidamente de la convención al día siguiente.

## Ubicaciones, asistencias y donaciones de caridad por año.
| Año  | Ubicación                                                   | Asistentes                                                  | Donaciones para caridad                                     | Caridad                                                                       |
| ---- | ----------------------------------------------------------- | ----------------------------------------------------------- | ----------------------------------------------------------- | ----------------------------------------------------------------------------- |
| 2000 | Arlington Heights, Illinois                                 | 473                                                         | US$3,522                                                    | Wolf Park, Santuario de grandes felinos del Valle de los Reyes, Chicago House |
| 2001 | Arlington Heights, Illinois                                 | 511                                                         | US$6,800                                                    | Animals for Awareness                                                         |
| 2002 | Schaumburg, Illinois                                        | 685                                                         | US$6,088                                                    | Animals for Awareness                                                         |
| 2003 | Schaumburg, Illinois                                        | 800                                                         | US$6,500                                                    | Animals for Awareness                                                         |
| 2004 | Schaumburg, Illinois                                        | 959                                                         | US$7,000                                                    | Fundación Amigos Peludos                                                      |
| 2005 | Schaumburg, Illinois                                        | 1,066                                                       | U$6,800                                                     | Vida silvestre en necesidad                                                   |
| 2006 | Schaumburg, Illinois                                        | 1,422                                                       | US$13,049                                                   | Refugio Vida Salvaje                                                          |
| 2007 | Schaumburg, Illinois                                        | 1,690                                                       | US$15,193                                                   | Flint Creek Wildlife Rehabilitation                                           |
| 2008 | Wheeling, Ilinois                                           | 1,992                                                       | US$15,000                                                   | Rainbow Animal Assisted Therapy                                               |
| 2009 | Wheeling, Ilinois                                           | 2,040                                                       | US$12,799                                                   | Kane Area Rehabilitation and Education for Wildlife                           |
| 2010 | Rosemont, Illinois                                          | 2,285                                                       | US$11,300                                                   | Castaway Pet Rescue                                                           |
| 2011 | Rosemont, Illinois                                          | 2,600                                                       | US$19,575                                                   | Animal Education and Rescue                                                   |
| 2012 | Rosemont, Illinois                                          | 3,216                                                       | US$40,500                                                   | Felines & Canines                                                             |
| 2013 | Rosemont, Illinois                                          | 3,904                                                       | US$28,000                                                   | One Tail at a Time                                                            |
| 2014 | Rosemont, Illinois                                          | 4,571                                                       | US$31,446                                                   | Critter Camp Exotic Pet Sanctuary                                             |
| 2015 | Rosemont, Illinois                                          | 5,606                                                       | US$62,021                                                   | Save-A-Vet                                                                    |
| 2016 | Rosemont, Illinois                                          | 7,075                                                       | US$78,482                                                   | Felines & Canines                                                             |
| 2017 | Rosemont, Illinois                                          | 8,771                                                       | US$85,000                                                   | CRISP                                                                         |
| 2018 | Rosemont, Illinois                                          | 10,989                                                      | US$94,000                                                   | SitStayRead                                                                   |
| 2019 | Rosemont, Illinois                                          | 11,019                                                      | US$224,704                                                  | Felines & Canines                                                             |
| 2020 | Cancelado por la Pandemia de COVID-19 en los Estados Unidos | Cancelado por la Pandemia de COVID-19 en los Estados Unidos | Cancelado por la Pandemia de COVID-19 en los Estados Unidos | Cancelado por la Pandemia de COVID-19 en los Estados Unidos                   |
| 2021 | Rosemont, Ilinois                                           | 9,332                                                       | US$74,303                                                   | Mission Companion Paw                                                         |
| 2022 | Rosemont, Ilinois                                           | 13,641                                                      | US$106,683.66                                               | The Street Dog Coalition                                                      |

## Nota
1. ↑  La convención se realizó de manera virtual.